# Тихоокеанское китобойное и рыбопромышленное акционерное общество
Тихоокеанское китобойное и рыбопромышленное акционерное общество — существовавшая в дореволюционной России  компания. Полное наименование — Тихоокеанское китобойное и рыбопромышленное акционерное общество графа Г. Г. Кейзерлинга и Ко. Штаб-квартира компании располагалась в Санкт-Петербурге.

## История

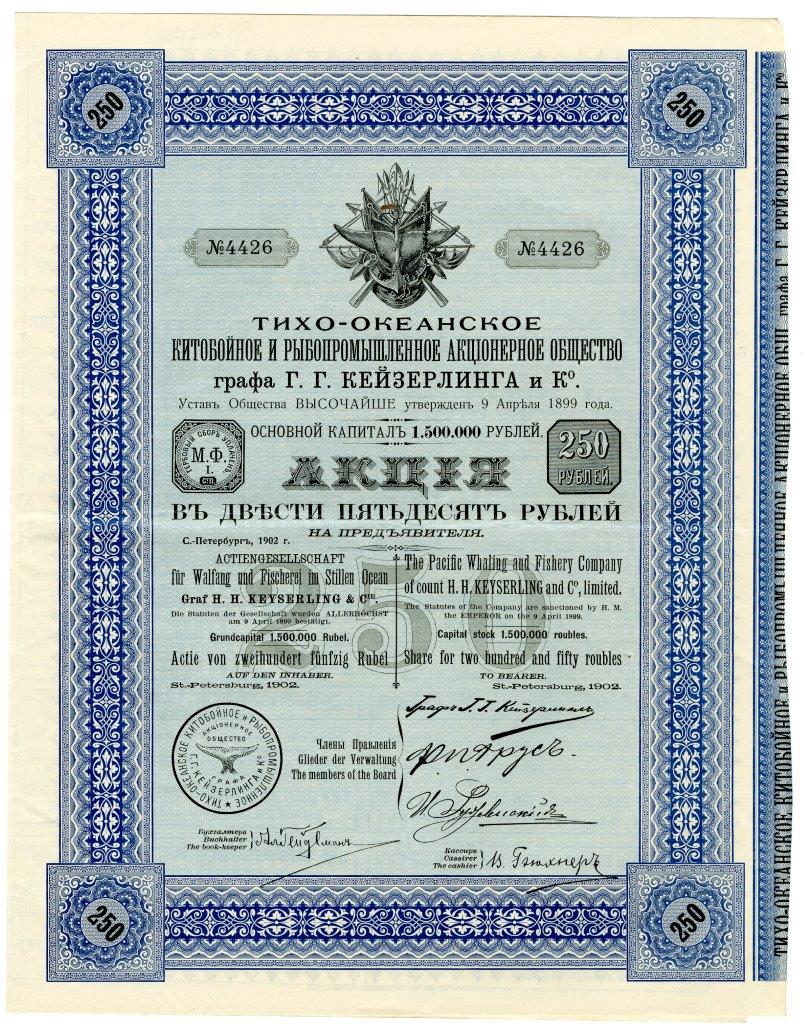
Акция в 250 руб. на предъявителя Тихоокеанского китобойного и рыбопромышленного акционерного общества графа Г. Г. Гейзерлинга и Ко. С.-Петербург, 1902 г.

Компания зарегистрирована в 1899 году представителем знатного русского графского и баронского рода Кейзерлинг, (в старину Keselingk) Г. Г. Кейзерлингом (1866—1944). Предки графа Кейзерлинга происходили из Вестфалии и переселились в Курляндию во второй половине XV в.
Отслужив на флоте после окончания Морского корпуса и выйдя в отставку в чине лейтенанта, Генрих Гугович Кейзерлинг решил заняться китобойным промыслом. Для того, чтобы детально изучить все тонкости охоты на китов граф Кейзерлинг устроился на сезон простым матросом на норвежское китобойное судно, после чего, в 1893 г., им была основана компания «Тихоокеанский китовый промысел графа Г. Г. Кейзерлинга и К°». Перед тем, как получить своё окончательное название, промысловая фирма отставного морского лейтенанта называлась также «Граф Г. Г. Кейзерлинг и К°».
Базой для своего детища граф выбрал бухту Гайдамак в Японском море, расположенную поблизости от современного города Находки. На полученную в 1894 г. от Министерства финансов субсидию в 125 тыс. руб. для компании в Норвегии были построены два китобойных судна, а в Англии приобретен пароход водоизмещением в 3,5 тыс. тонн, впоследствии переоборудованный под плавучую китобойную базу.
К 1897 г. флот Кейзерлинга насчитывал девять судов, которые вели промысел круглогодично. Основным продуктом китобоев являлась ворвань — жидкий жир, вытапливаемый из сала (использовался как горючие, для освещения и смазки). Продукция сбывалась в Японию, Англию, а также на внутреннем рынке.
своё окончательное название — Тихоокеанское китобойное и рыбопромышленное акционерное общество графа Г. Г. Кейзерлинга и Ко — детище Генриха Гуговича приобрело в 1899 г. (Устав Высочайше утвержден 9 апреля 1899 г.). Соучредителем акционерного общества выступил родной брат Г. Г. Кейзерлинга Альфред Гугович.
В 1904 г., в ходе начавшейся русско-японской войны, все суда процветавшей флотилии Генриха Кейзерлинга были захвачены японцами. Попытки возродить китовый промысел не увенчалась успехом, и в 1912 г. компания была окончательно ликвидирована.